# Нанами, Карин
Карин Нанами (яп. 奈波 果林 Нанами Карин, род. 7 января 1990, Хоккайдо) — японская сэйю и певица, аффилированная с Atomic Monkey. Известна как голос персонажа Клэр Франсуа из аниме I’m in Love with the Villainess.

## Биография
Родилась 7 января 1990 года на Хоккайдо. Она была названа в честь кошачьего персонажа Корин из франшизы «Жемчуг дракона». Её любимыми мультфильмами в детстве были Looney Tunes и «Суперкрошки». Когда она училась в начальной школе, ей нравилось играть воображаемых персонажей со своими друзьями, а также у неё было желание «зарабатывать на жизнь, делая то, что она любит», поэтому она решила стать сэйю.
В 2013 году Нанами сыграла роль Чачи в мультимедийном проекте Сёдзи Кавамори «Дурак». В апреле 2017 года она была утверждена на роль Юрико Нисинотоин в Kakegurui. В мае 2021 года она была утверждена на роль Мэйи Мицуруги в Muv-Luv Alternative. В декабре 2022 года она была утверждена на роль Клэр Франсуа в I’m in Love with the Villainess. Вместе со своей партнёршей по сериалу Ю Сэридзавой она также исполнила обе вступительные и заключительные темы аниме. Также озвучивает Маринетт Дюпен-Чен в японском дубляже мультсериала «Леди Баг и Супер-Кот».
Её хобби и особые навыки включают коллекционирование миниатюрных фигурок, спортивную тямбара (первый дан), фехтование и лицензию на уход за мелкими животными.

## Избранная фильмография

### Аниме-сериалы
2014
- Duel Masters Versus — Кодзиро, Рэна
- Nobunaga the Fool — Тятя
- Pac-Man and the Ghostly Adventures — Бит
- Tribe Cool Crew — Кимика Отосаки, Такуми

2015
- Kuroko no Basuke — Май Идзуки
- Pokémon: XYZ — Селосия
- Ushio to Tora — Юкко

2016
- Taboo Tattoo — Джастис Акацука (в детстве)

2017
- Kakegurui — Юрико Нисинотоин

2018
- Black Clover — Нейдж (в детстве)

2019
- Girls’ Frontline: Madness Chapter — Персика
- Kono Oto Tomare! Sounds of Life — Комаки
- Shimajirō no Wao — Chijimucchi

2020
- Ghost in the Shell: SAC_2045 — секретарь приёмной, сиделка
- Hypnosis Mic: Division Rap Battle: Rhyme Anima (несколько безымянных ролей)

2021
- Deatte 5-byo de Batoru — Аска Кирю
- The Dungeon of Black Company — клерк-кошка
- Muv-Luv Alternative — Мэйя Мицуруги

2022
- Detective Conan — Тосико
- Crayon Shin-chan — Аю Тораба
- Girls’ Frontline — Персика
- Shadowverse Flame — мать Цубасы
- Smile of the Arsnotoria — Сэмпаку

2023
- I’m in Love with the Villainess — Клэр Франсуа
- JoJo’s Bizarre Adventure: Stone Ocean — мать Пуччи
- The Dreaming Boy Is a Realist — Марика Синономэ-Клодин

2024
- Failure Frame: I Became the Strongest and Annihilated Everything with Low-Level Spells — Аяка Сого

### Видеоигры
2014
- Hanayamata: Yosakoi Live! — Хинако

2016
- Pokkén Tournament — Эрин
- Sangokushi Monogatari — Каору

2018
- Girls’ Frontline — NS2000, SSG69
- Kakegurui: Cheating Allowed — Юрико Нисинотоин

2019
- Destiny Child — Офоис
- Kyōtō Kotoba RPG: Kotodaman — Дзони Кадмоспелл

2020
- Final Gear — Эсмеральда

2021
- Monster Strike — Альпачиано
- Project Mikhail — Мэйя Мицуруги
- Smile of the Arsnotoria — Сэмпаку

2022
- Fitness Boxing: Fist of the North Star — Мамия
- Heaven Burns Red — Мисато Никайдо

2023
- Artery Gear: Kidō Senhime — Гурисин
- Muv-Luv Dimensions — Мэйя Мицуруги